# Canton de Bonny
Le canton de Bonny est une ancienne division administrative française du district de Gien situé dans le département du Loiret.

## Histoire
Le canton est créé le 10 février 1790 sous la Révolution française.
Le canton disparaît en 1801 (9 vendémiaire, an X) sous le Premier Empire ; toutes ses communes sont reversées dans le canton de Briarre.

## Géographie
Le canton de Bonny comprend les sept communes suivantes : Batilly, Bonny, Champoulet, Dammemaire, Faverolles, Ousson et Thou.